# Onitis parainflaticollis
Onitis parainflaticollis là một loài bọ cánh cứng trong họ Bọ hung (Scarabaeidae).